# 范應賓
范應賓（1560年—1601年），字光父，號果菴，浙江嘉兴府嘉興縣籍秀水县人，明朝政治人物。

## 生平
萬曆十九年（1591年）辛卯科順天府鄉試第二名舉人，二十年（1592年），联登壬辰科會試第十四名，廷試三甲第八十九名進士，吏部觀政，八月授河南商城縣知縣，二十三年調直隶南宫縣，二十六年仕至工部屯田司主事，二十九年卒。

## 家族
曾祖范璋，鄉進士；祖父范言，進士、大理府同知致仕；父范之京，邑庠生、贈文林郎南宫知縣。母項氏，贈孺人。永感下。